# Metra
Metra (код METX) — система приміських електропоїздів Метрополійної території Чикаго. Підпорядкована Регіональному управлінню транспорту (англ. Regional Transportation Authority, RTA) штату Іллінойс. Система утворена з 11 ліній, на яких знаходиться 241 станція. Входить до четвірки перших залізничних систем США за пасажироперевезенням. Впродовж 2012 року Metra здійснила 81,3 млн перевезень.
Регіональне управління транспорту, а згодом і Metra, були утворені генеральною асамблеєю Іллінойсу на базі вже існуючої з 19 століття розгалуженої системи чиказьких залізниць для сполучення Чикаго з передмістями. Однією з причин утворення Metra був невдалий досвід роботи приватних залізничних перевізників у 1970-х роках. Metra є власником усього рухомого складу та відповідає за всі станції разом з відповідними муніципалітетами. З моменту заснування Metra передала понад 5 мільярдів доларів до системи залізниць метрополійної області Чикаго.
Одна станція системи розташована в сусідньому штаті Вісконсин (місто Кеноша, лінія Union Pacific North Line). Всі інші станції знаходяться в Іллінойсі.

## Лінії
- █ BNSF Railway Line — найзавантаженіша лінія. Сполучає центр Чикаго з Непервіллом та Авророю. Довжина 60 км, містить 26 станцій.[4]
- █ Heritage Corridor — сполучає центр Чикаго із Джолієтом. Довжина 60 км, містить 6 станцій.[4]
- █ Metra Electric District — лінія загальною довжиною 50,5 км, містить 49 станції і два відгалуження. Обслуговує південні райони Чикаго та передмістя. Біля станцій цієї лінії знаходяться багато музеїв, а також університет Чикаго.[4]
- █ Milwaukee District/North Line — сполучає Чикаго і село Фокс-Лейк на межі з Вісконсином. Довжина 80 км, містить 22 станції.[4]
- █ Milwaukee District/West Line - сполучає центр Чикаго з Елджіном. Довжина 64 км, містить 22 станції.[4]
- █ North Central Service - обслуговує західні та північно-західні передмістя, працює тільки в робочі дні. Одна зі станцій знаходиться біля Міжнародного аеропорту О'Хара. Довжина 85 км, містить 18 станцій.[4]
- █ Rock Island District — лінія проходить через південні та південно-західні передмістя, обслуговує Іллінойський технологічний інститут та закінчується в місті Джолієт разом із лінією Heritage Corridor. Довжина 75 км, містить 26 станцій.[4]
- █ SouthWest Service - обслуговує південні передмістя. Закінчується в містечку Манхеттен. Довжина 66 км, містить 13 станцій.[4]
- █ Union Pacific/North Line - проходить через Еванстон біля Північно-Західного університету, Вокіган та закінчується в Кеноші, штат Вісконсин. Довжина 83 км, містить 27 станцій.[4]
- █ Union Pacific/Northwest Line- найдовша лінія системи. Довжина 113 км, містить 23 станції. Закінчується в містечках Мак-Генрі та Гарвард.[4]
- █ Union Pacific/West Line - обслуговує західні передмістя до Елберна. Довжина 70 км, містить 19 станцій.[4]

## Галерея

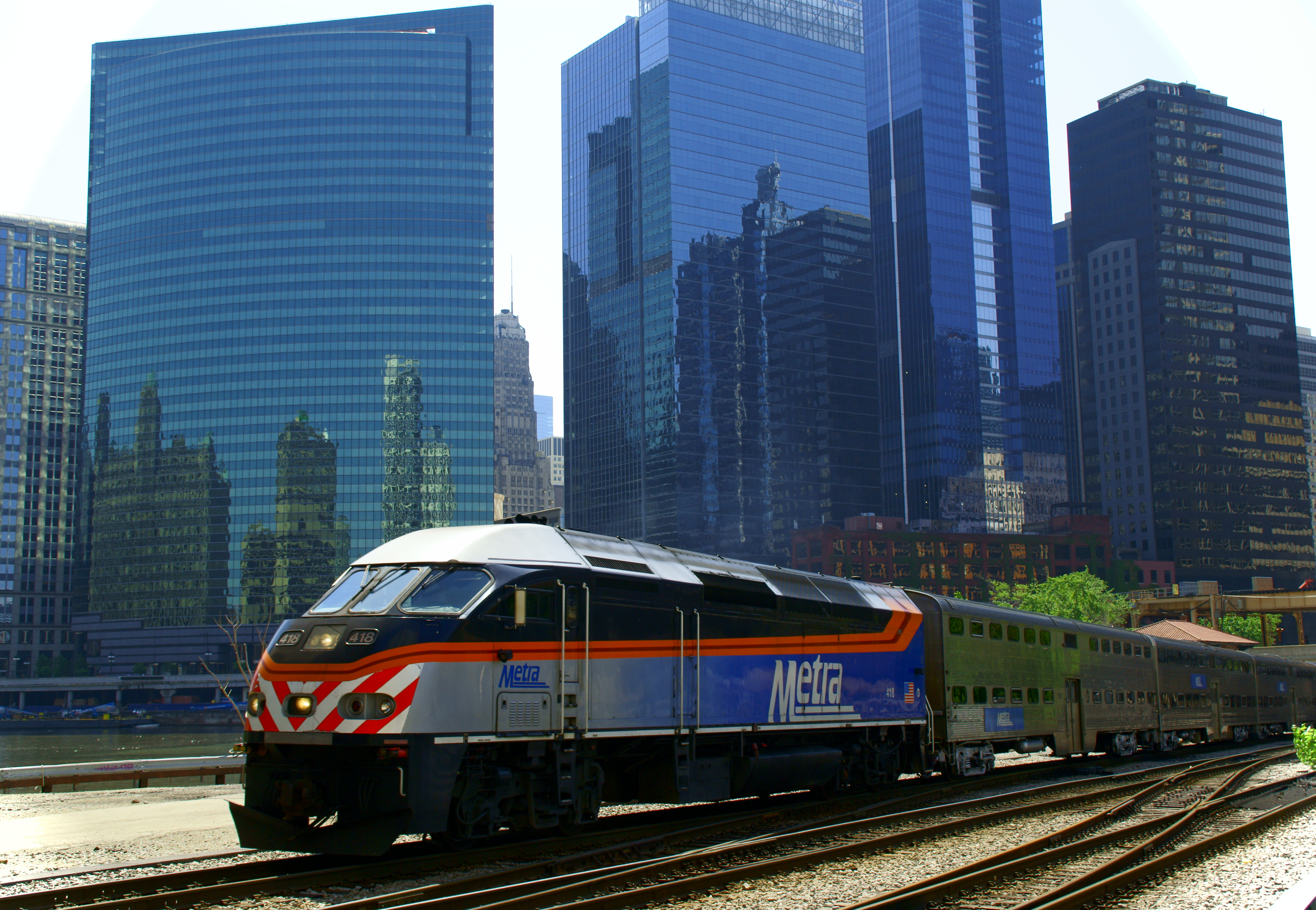
Поїзд у центрі Чикаго
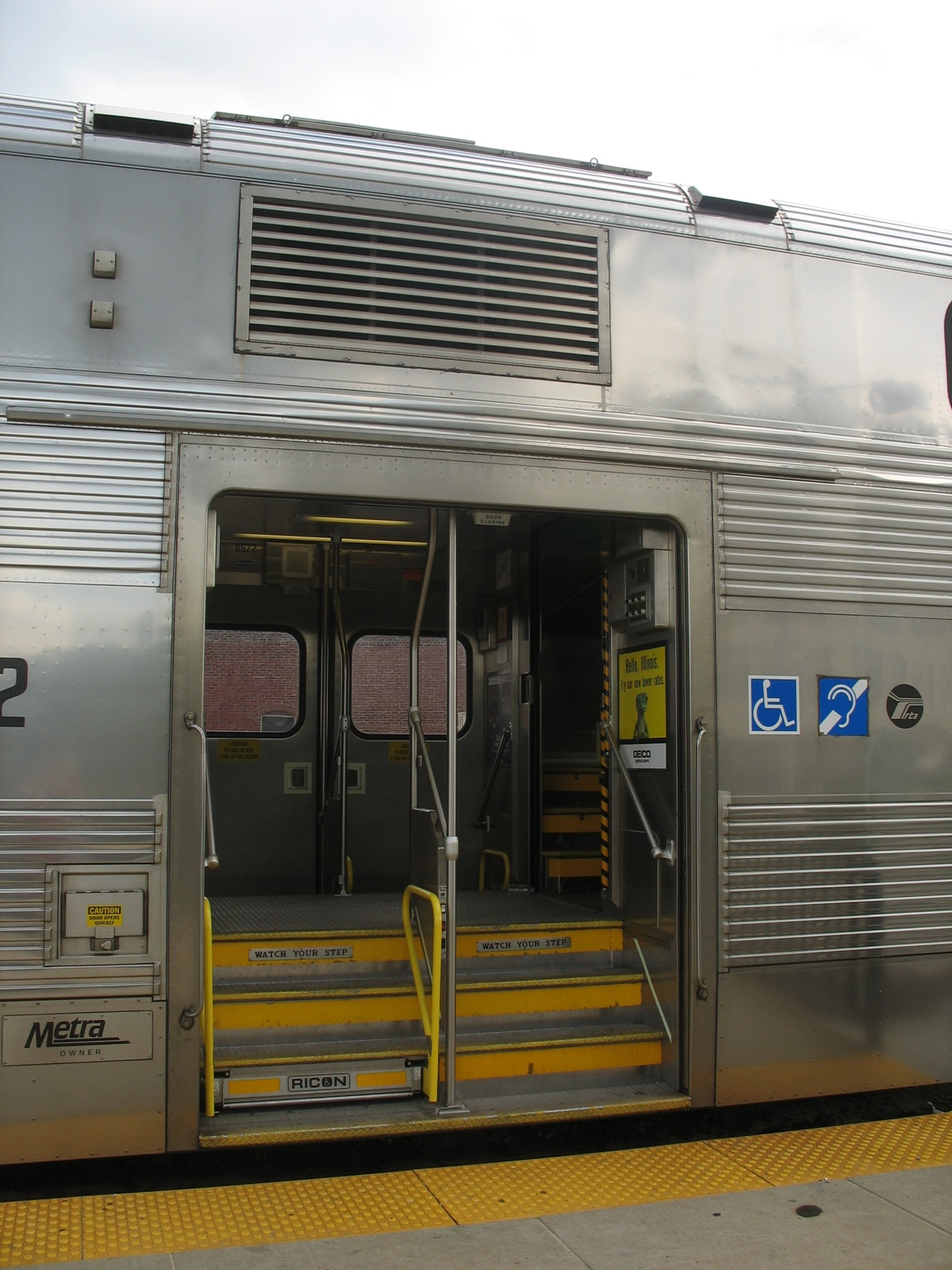
Вхід до двоповерхового поїзда
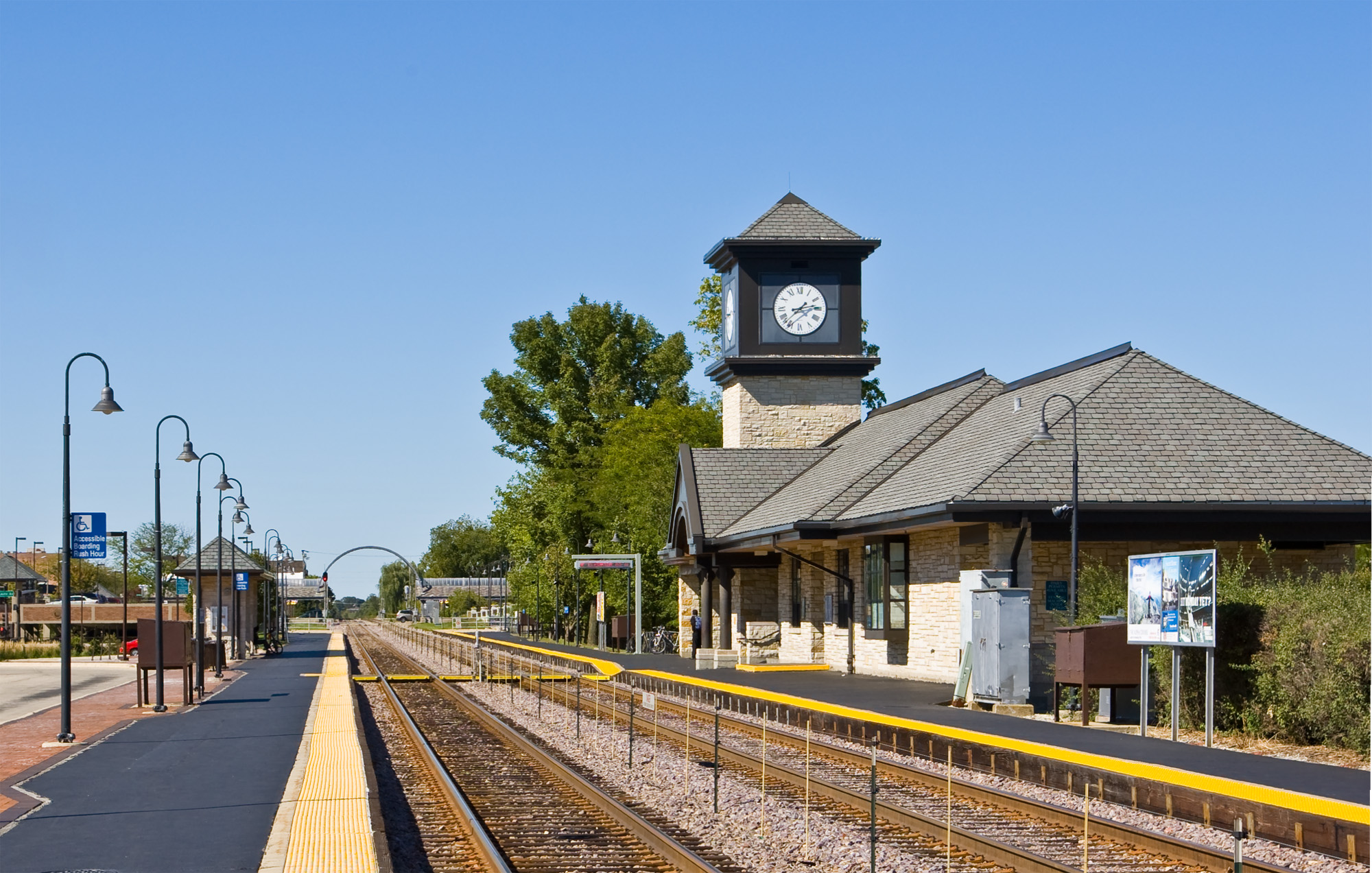
Колія на станції Хайленд-Парк
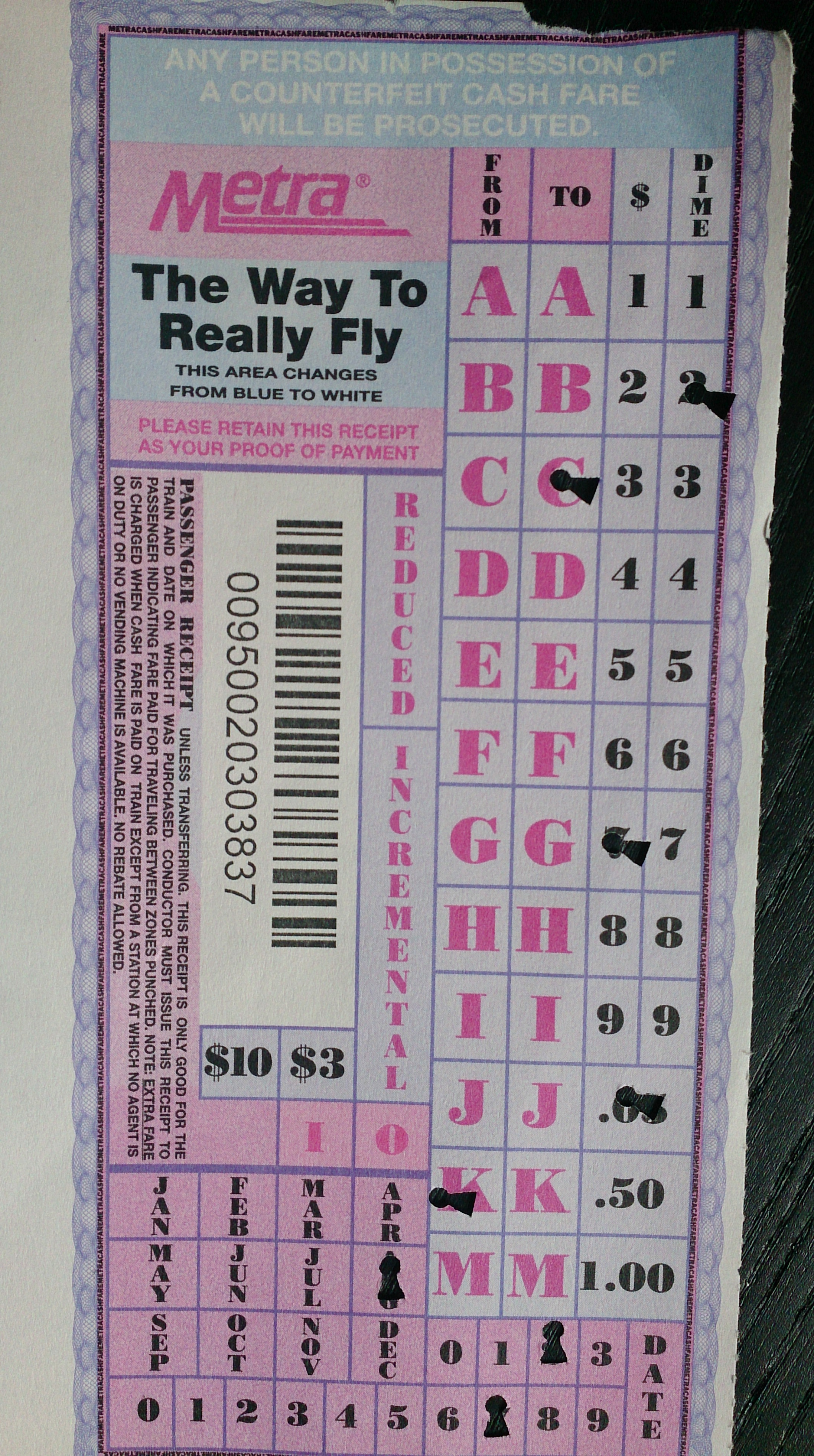
Квиток із схематично пробитою датою та ціною проїзду